# Damon Runyon
Damon Runyon (Manhattan, Kansas, 4 de outubro de 1880 – Nova Iorque, 10 de dezembro de 1946) foi um jornalista, escritor e autor norte-americano.

## Biografia
Filho e neto de jornalistas, Runyon trabalhou como jornalista político, e cobrindo esportes, principalmente beisebol e boxe. Mas tornou-se conhecido como escritor, retratando tipos vulgares do meio urbano: malandros, amantes, contrabandistas, entre outros. Sua escrita era leve, e dessa forma o submundo era tratado com certo carinho, um cuidado na escrita que tornava seus personagens pouco sutis, porém atraentes. Seus escritos são crônicas da Nova York dos anos 1920 e 1930, e como recurso de sua produção literária, Runyon criava diálogos utilizando o vocabulário próprio da malandragem, criando um estilo denominado de runyonês e runyonesco. Sua obra mais conhecida é Guys and Dolls, escrito em gíria regional que se tornou sua marca registrada.
Está sepultado no Cemitério de Woodlawn.

## Obras

### Livros
| - The Tents of Trouble (poemas; 1911) - Rhymes of the Firing Line (poemas; 1912) - Guys and Dolls (1932) - Damon Runyon's Blue Plate Special (1934) - Money From Home (1935) - More Than Somewhat (1937) - Furthermore (1938) - Take It Easy (1938) - My Wife Ethel (1939) - My Old Man (1939) - The Best of Runyon (1940) - A Slight Case of Murder (peça de teatro; com Howard Lindsay, 1940) - Damon Runyon Favorites (1942) - Capt. Eddie Rickenbacker (com W. Kiernan, 1942) - Runyon à la Carte (1944) - The Damon Runyon Omnibus (1944) - Short Takes (1946) | - In Our Town (1946) - The Three Wise Guys and Other Stories (1946) - Trials and Other Tribulations (1947) - Poems for Men (Poems; 1947) - Runyon First and Last (1949) - Runyon on Broadway (1950; introdução de E. C. Bentley), Constable - More Guys and Dolls (1950) - The Turps (1951) - Damon Runyon from First to Last (1954), Constable - A Treasury of Damon Runyon (1958) - The Bloodhounds of Broadway and Other Stories (1985) - Romance in the Roaring Forties and other stories (1986) - On Broadway (1990) - Guys, Dolls, and Curveballs: Damon Runyon on Baseball (2005; Jim Reisler, editor) - Guys and Dolls and Other Writings (2008; introduction by Pete Hamill) - A Dangerous Guy Indeed (desconhecido) |

### Histórias
Existem muitas coletâneas das histórias de Runyon: em particular Runyon on Broadway e Runyon from First to Last.  O último contém todas as histórias de Runyon (i.e. ficção) não incluídas em Runyon on Broadway.  De facto, existem duas histórias de Broadway publicadas originalmente no Collier's Weekly mas não incluídas na outra coletânea: "Maybe a Queen" e "Leopard's Spots", ambas coligidas em More Guys And Dolls (1950).
Runyon on Broadway contém as seguintes histórias, sendo todas histórias de Broadway escritas em "Runyonês":
| More Than Somewhat - Breach of Promise - Romance in the Roaring Forties - Dream Street Rose - The Old Doll's House - Blood Pressure - The Bloodhounds of Broadway - Tobias the Terrible - The Snatching of Bookie Bob - The Lily of St. Pierre - Hold 'em, Yale - Earthquake - 'Gentlemen, the King!' - A Nice Price - Broadway Financier - The Brain Goes Home | Furthermore - Madame La Gimp - Dancing Dan's Christmas - Sense of Humour - Lillian - Little Miss Marker - Pick the Winner - Undertaker Song - Butch Minds the Baby - The Hottest Guy in the World - The Lemon Drop Kid - What, No Butler? - The Three Wise Guys - A Very Honourable Guy - Princess O'Hara - Social Error | - Tight Shoes - Lonely Heart - The Brakeman's Daughter - Cemetery Bait - It Comes Up Mud - The Big Umbrella - For a Pal - Big Shoulders - That Ever-Loving Wife of Hymie's - Neat Strip - Bred for Battle - Too Much Pep - Baseball Hattie - Situation Wanted - A Piece of Pie - A Job for the Macarone - All Horse Players Die Broke |

Runyon from First to Last inclui as seguintes histórias e rascunhos:
| The First Stories (early non-Broadway stories): - The Defence of Strikerville - Fat Fallon - Two Men Named Collins - As Between Friends - The Informal Execution of Soupbone Pew - My Father Stories à la Carte (Histórias de Broadway escritas em "Runionês"): - Money from Home - A Story Goes With It - Broadway Complex - So You Won't Talk! | - Dark Dolores - Delegates at Large - A Light in France - Old Em's Kentucky Home - Johnny One-Eye - Broadway Incident - The Idyll of Miss Sarah Brown - The Melancholy Dane - Barbecue - Little Pinks - Palm Beach Santa Claus - Cleo - The Lacework Kid | The Last Stories (Histórias de Broadway escritas em "Runyonês"): - Blonde Mink - Big Boy Blues Written in Sickness (rascunhos): - Why Me? - The Doctor Knows Best - No Life - Good Night - Bed-Warmers - Sweet Dreams - Passing the Word Along - Death Pays a Social Call |

### Filmes
Vinte das suas histórias tornaram-se filmes.
- Lady for a Day (1933)
- Little Miss Marker (1934
- The Lemon Drop Kid (1934)
- Princess O'Hara (1935)
- Professional Soldier (1935)
- A Slight Case of Murder (1938)
- The Big Street (1942)
- Butch Minds the Baby (1942)
- Johnny One-Eye – (1950)
- Money from Home (1953)
- Guys and Dolls (1955)

### Peças de teatro
- A Slight Case of Murder (1935)
- Guys and Dolls (1950)